# Розмарі Кеннеді
Роуз Мері Кеннеді (англ. Rose Marie Kennedy; 13 вересня 1918, Бруклайн — 7 січня 2005, Форт-Аткінсон, США) — третя дитина і перша дочка Джозефа Кеннеді і Рози Фіцджеральд; старша з сестер майбутнього президента США Джона Кеннеді. У віці 23 років за наполяганням батька перенесла префронтальну лоботомію, після якої її ментальні можливості знизилися до рівня дворічної дитини.

## Життєпис

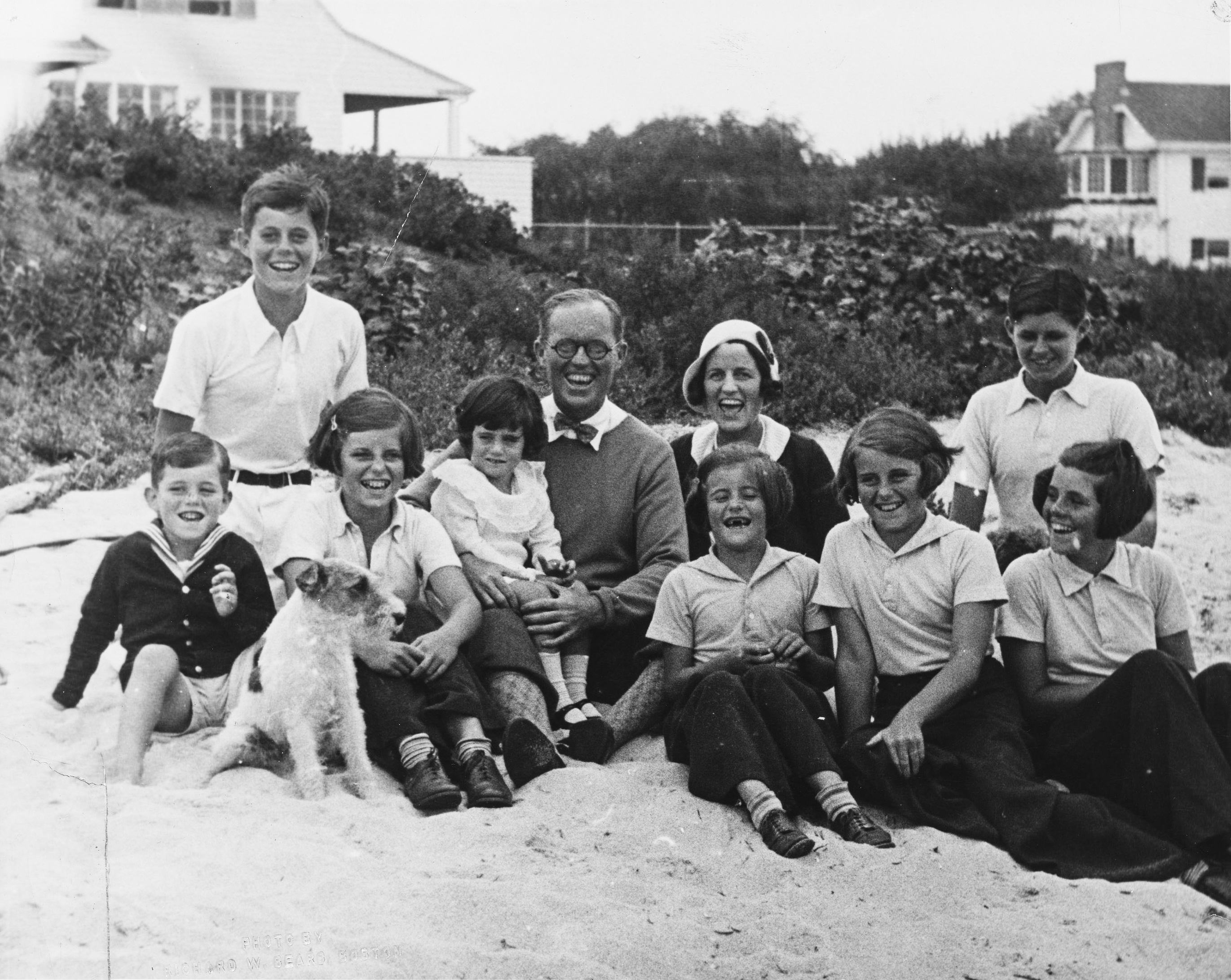
Родина Кеннеді. Розмарі крайня праворуч

Роуз Мері народилася 13 вересня 1918 року в Бруклайні, Массачусетс, у домі Джозефа Патріка Кеннеді-старшого і Рози Елізабет Фіцджеральд, третьою дитиною і першою донькою з дев'яти дітей. Названа на честь матері й обох бабусь; в родині дівчину називали Розі або Розмарі. Після народження двох синів далеко від чоловіка мати Роуз збиралася народжувати в Бостоні, але на початку 1918 року вибухнула епідемія іспанки, що вирувала майже три роки. Жінка залишилася в Бруклайні і майже всю вагітність перебувала під наглядом медсестри. Під час народження дівчинки поруч не виявилося лікаря, бо він був зайнятий хворими іспанкою, і медсестра протягом двох годин намагалася зупинити пологи підручними засобами, що викликало кисневе голодування плоду. Появу дівчинки родина прийняла з великою радістю.
50 років по тому мати згадувала, що в дитинстві Розмарі була «милою і спокійною і плакала значно менше, ніж перші двоє [дітей]». Шість тижнів після народження дівчинки Роза вважала ідеальними. Розмарі хрещена в католицтві протягом тижня після народження; хрещеними стали Маргарет Кеннеді, сестра Джозефа, і Едді Мур, близький друг і довірена особа Джона Фіцджеральда, батька Рози. Едді Мур, благочестивий католик, дуже серйозно поставився до ролі хрещеного батька і підтримував Розмарі все своє життя.
До першого дня народження Розмарі мати була знову вагітна. У лютому 1920 року на світ з'явилася сестра, Кетлін Агнес. Через турботу про новонароджену мати стала віддалятися від Розмарі і помічати, що Розмарі дуже відрізняється від інших дітей в сім'ї. «Із запізненням вона поповзла, встала, зробила свої перші кроки, сказала свої перші слова… У неї були проблеми з дитячою ложкою», — писала мати. Однак різницю між поведінкою доньки і синів пояснювали гендерними відмінностями і різними характерами. Проте нездатність Розмарі досягти типових етапів розвитку викликала у матері тривогу. Цей період життя був складним і для самої матері: кар'єра її чоловіка пішла в гору і вона стала грати велику суспільну роль, що спричинило ще більше віддалення. 1921 року у Розмарі народилася ще одна сестра, а потім в житті Кеннеді почалася чорна смуга (в травні 1923 роки від раку померла бабуся, Мері Августа; у вересні тітка Юніс померла від туберкульозу), яка закінчилася лише в 1924 році з народженням у сім'ї доньки Пет. Все це позначилося на психічному стані Розмарі: стало очевидно, що Розмарі не могла конкурувати ні фізично, ні інтелектуально з братами і сестрами.

### Навчання
До моменту народження третьої сестри дівчинка вже вісім місяців відвідувала дитячий садок при Школі Едварда Девошна. Навесні 1924 року вихователі Розмарі Бетсі Бо і Корделія Гулд відмовилися сприяти переведенню дівчинки в перший клас. Мати проконсультувалася з сімейним лікарем, керівником відділу психології в Гарварді, католицьким психологом, який був главою школи у Вашингтоні. Всі вони висловили одну думку: розвиток Розмарі неухильно уповільнювався. Мати була в розпачі. Як наслідок, Розмарі залишилася в дитячому садку ще на рік. У віці 6-7 років Розмарі пройшла тест, аналогічний IQ-тесту. Мати не знала конкретного результату, проте їй повідомили, що розумові здібності дівчинки не відповідали її віку.
Кар'єра батька, постійні поїздки до нього матері на вихідні, а також нетерпимість до способу життя Кеннеді в Бруклайні вимагали переїзду всієї родини в Нью-Йорк, який зайняв майже два роки. Незабаром Розмарі віддали до Школи Едварда Девошена. Хоча Розмарі двічі пройшла курс дитячого садка, вона не встигала за іншими учнями і в 1926 році було вирішено перевести її в клас, де навчалися діти на два роки молодші. Коли сім'я переїхала в Рівердейл, Розмарі пішла до другого класу разом з Кетлін. Батько помилявся, думаючи, що в Нью-Йорку люди толерантніші: постійна відсутність вдома батька і сліпа відданість матері дочці були сприйняті з подивом з боку місцевих жителів, серед яких лише мала частина була католиками. За межами сім'ї Розмарі здавалася милою і спокійною, на відміну від гіперактивних братів і сестер, тому батьки не вважали її якоюсь «особливою».

#### Домашнє навчання
Розмарі важко пережила переїзд у Рівердейл, хоча мати сподівалася, що нове оточення допоможе дочці соціалізуватися. У той час, як інші діти легко освоювали читання, письмо і математику, Розмарі мала тенденцію писати справа наліво, а не зліва направо, що часто називають чітким індикатором порушення розвитку. Крім того, вона не могла повністю сформулювати речення, писати по прямій лінії без допомоги лінованого паперу і навіть у зрілому віці не могла писати від руки. Перебування в одному класі з дітьми молодшого віку не допомагало, і мати вирішила забрати дочку зі школи. «Відсутність у неї координації була очевидна і … вона не могла йти в ногу [з іншими дітьми]», — писала мати. Вона найняла приватних вчителів, які, як вона сподівалася, допоможуть Розмарі освоїти свою вікову програму.
У 10 років Розмарі не могла керувати вітрильником і робити все, що робили її брати і сестри в цьому віці. Мати грала з нею в теніс, але з іншими дітьми Розмарі грати не могла. Трохи допомогли численні уроки танців, і ноги дівчинки стали менш «важкими». Домашні справи також не давалися Розмарі: вона не могла ні нарізати м'ясо, ні перекласти його з однієї тарілки на іншу. Нездатність Розмарі зрозуміти різницю між ліворуч і праворуч могла бути ознакою дислексії. Це ж порушення розвитку також пояснило б і її обмеженість у письмі й освоєнні напрямків. Обидві ці навички вимагають певних рівнів концентрації, які Розмарі не змогла засвоїти, скільки б уроків не відвідала. Діагноз дислексії в той час не ставився. Лікування та освітні курси, які могли б допомогти їй впоратися з цією конкретною проблемою, були розроблені лише багато років по тому. Дислексія, однак, не пояснює інших труднощів і обмежень Розмарі, що вказує на більш серйозні і не діагностовані порушення і проблеми розвитку. Роза водила доньку до різних лікарів, але їхні оцінки і рекомендації лише ще більше спантеличували. Фахівці не могли точно визначити причину хвороби Розмарі: на їхню думку, це могла бути генетика, нещасний випадок під час вагітності, травма під час пологів і багато іншого. Брати і сестри вважали також, що дівчинка страждала епілептичними припадками: в будинку часто і раптово з'являвся лікар і давав Розмарі ліки. В цей час усіх дітей відправляли в іншу кімнату або на вулицю, так що ніхто з них не знав, що відбувається з сестрою, а запитати боялися, оскільки батько сердився, коли хтось заводив розмову про здоров'я його дочки.
Навчання вдома засмучувало Розмарі. Відсутність взаємодії з дітьми поза домом була звичною для неї, але бачити кожен день, як брати і сестри вранці йдуть до школи без неї, було важко. Попри старання батьків не виділяти її серед інших дітей, Розмарі розуміла, що відрізняється від них, але не розуміла, чому. Крім того, ізольованість показала поступове зростання різниці між нею та іншими дівчатками її віку.
Знову розпочалися консультації матері з різними лікарями, психологами, психіатрами, академіками і релігійними діячами. Однак ніхто з них не питав думки самої Рози про те, що, на її думку, буде кращим для її доньки. Все це «жахливо засмучувало і розбивало [їй] серце». Фахівці радили відправити Розмарі до спеціальної установи, проте Роза, відвідавши кілька з них, твердо переконалася, що не зможе помістити дочку в такі умови. Крім того, батько вважав, що для Розмарі буде краще залишитися вдома і навчатися в найближчій приватній школі. Однак знайти підхожу школу виявилося непросто і, що довше Розмарі залишалася вдома, то складніше стало за нею доглядати. Розмарі було 11, коли батьки вирішили відправити її в приватну школу-інтернат. Вони знали, що дівчинці буде важко пристосуватися до нових умов, але іншого виходу вони не бачили.

#### Повернення до школи
Вибір Кеннеді випав на школу Девере в Девон-Бервін, Пенсільванія. Восени 1929 року Розмарі пережила важкий переїзд до школи Девере. Вже в листопаді батько отримав листа від адміністрації школи, в якому йшлося про поліпшення успішності Розмарі і висловлювалася надія на подальший прогрес, однак висловлювалися і деякі побоювання через «спалахи нетерпіння». За словами вчителів, у Розмарі відбулися «соціальні зміни» і «часом вона ставала дуже чарівною». Навчання Розмарі включало заняття з орфографії, граматики, математики та розуміння прочитаного, а також уроки ремесел і мистецтв. Як вважали вчителі, корінь проблем дівчинки потрібно було шукати в низькій самооцінці і невпевненості в собі, у зв'язку з чим Розмарі було потрібно додаткове заохочення.
Через кілька місяців після від'їзду Розмарі батько придбав у Бронксвіллі, Нью-Йорк, будинок для своєї величезної родини. Розмарі бувала тут тільки під час канікул. У цей період відносини дітей Кеннеді з батьком вийшли на новий рівень: якщо раніше вихованням і навчанням дітей керувала мати, то тепер батько перехопив ініціативу. Він зблизився з Розмарі, проте досі засмучувався через її нездатність осягати щось нове. Перший рік навчання у школі Девере збігся з великим крахом фондового ринку 24 жовтня 1929 року, який, однак, не дуже вплинув на Кеннеді. На відміну від багатьох сімей, Кеннеді могли дозволити собі продовжувати платити за приватний інтернат для Розмарі та інших дітей. До кінця першого року в Розмарі нарешті відбулися істотні «соціальні зміни», необхідні для успішного життя далеко від дому. Покращилися і навички з письма, математики та інших предметів. Проте її низька самооцінка і низький рівень довіри залишалися головним каменем спотикання для повного успіху; вона періодично дратувалася, що, як вважали вчителі, було відображенням розчарування і тривоги, коли у Розмарі щось не виходило. Однак всі успіхи, досягнуті за рік, були втрачені під час літніх канікул. Вчителі вважали, що при належному зусиллі Розмарі могла б досягти певного рівня знань, проте сама Розмарі мало хвилювалася через це. Не здогадуючись про те, що саме пише адміністрація школи, дівчинка намагалася переконати батьків, що докладає максимум зусиль. За рішенням вчителів Розмарі залишали в школі на всі вихідні і свята; Розмарі сумувала за родиною і в листах благала матір дозволити їй приїхати хоча б на День подяки. У цей період віддалення від сім'ї Розмарі стала особливо близька з сестрою Юніс, дружба з якою триватиме понад 70 років.
У 15 років мати відправила Розмарі в Sacred Heart Convent в Елмгерсті, Провіденс, штат Род-Айленд, де вона навчалась окремо від інших учнів. Дві черниці і спеціальний учитель, міс Ньютон, працювали з нею цілий день в окремому класі. Кеннеді подарували школі за їхні зусилля новий тенісний корт. Розмарі «читала, писала, вимовляла і рахувала» на рівні учениці четвертого класу. Вона старанно вчилася, але відчувала, що приносить розчарування батькам, яким хотіла догодити. Саме тоді мати попросила її брата Джека супроводжувати Розмарі на танцювальному вечорі, на якому завдяки йому вона не «вирізнялася з-поміж інших».
У той час низький IQ Розмарі був витлумачений як моральний дефіцит і, за словами Генрі Г. Годдарда, вона страждала розладом інтелекту. Вона була названа індивідуумом з IQ між 60 і 70 (або дорослим з психічним віком від 8 до 12 років).

### Лоботомія
Спокійна і добра в дитинстві і підлітковому віці, з дорослішанням Кеннеді стала більш напористою. Вона, як повідомляється, була схильна до різкої зміни настрою. Деякі спостерігачі пов'язують її проблемну поведінку з невідповідністю її з братами і сестрами, які повинні були представляти високі стандарти, а також гормональними сплесками, пов'язаними зі статевим дозріванням. У будь-якому випадку, сім'я ледве справлялася з часто буйною Розмарі, яка почала прокрадатися вночі з монастиря, де здобула освіту і турботу.
У 1941 році, коли Розмарі було 23, лікарі сказали її батьку, що нова нейрохірургічна процедура, лоботомія, допоможе заспокоїти її перепади настрою і раптові спалахи агресії.
У той час було проведено лише відносно невелику кількість лоботомій. Джеймс В. Воттс, який проводив процедуру разом з Волтером Фріменом, описав, що сталося:
|  | «Ми пройшли через верхню частину голови, я думаю, що вона не спала. Вона прийняла слабкий транквілізатор. Я зробив хірургічний розріз у мозок через череп. Поруч з чолом. З обох сторін. Ми щойно зробили невеликий розріз, не більше дюйма». Інструмент, який доктор Воттс використовував, виглядав як ніж для масла. Він повернув його вгору і вниз, щоб розрізати тканини головного мозку. «Ми вставляємо інструмент всередину», сказав він. Після того, як доктор Воттс зробив розріз, доктор Фрімен почав ставити запитання Розмарі. Наприклад, він попросив її процитувати молитву Господню або заспівати «Боже, благослови Америку» або рахувати в зворотному напрямку… «Ми оцінювали те, на скільки робити розріз, на основі того, як вона відповідала»… Коли вона почала говорити незв'язно, вони зупинилися. |

Після лоботомії неуспішність операції швидко стала очевидною. Ментальні можливості Розмарі Кеннеді знизилися до рівня дворічної дитини. Вона не могла ходити, зв'язно говорити, контролювати себе.

### Наслідки
Розмарі кілька років прожила в приватній психіатричній клініці «Craig House», розташованій на північ від Нью-Йорка. У 1949 році її переселили в будинок на території Школи св. Колетти для особливих дітей (St. Coletta School for Exceptional Children) (раніше «St. Coletta Institute for Backward Youth», Джефферсон, Вісконсин), де вона провела решту життя.
Попри деякі поліпшення (заново навчилася ходити, хоча й накульгуючи, проте так і не змогла знову заговорити і не володіла однією рукою), через свій стан Розмарі дуже віддалилася від сім'ї. Сімейство Кеннеді не відразу розголосило правду про невдалу операцію. Розмарі регулярно відвідували мати і сестра Юніс Кеннеді.

### Смерть
Розмарі Кеннеді померла від природних причин 7 січня 2005 року в Меморіальному шпиталі Форт-Аткінсона, Вісконсин, у віці 86 років в оточенні трьох сестер і брата Теда. Розмарі стала п'ятою померлою дитиною Рози і Джозефа, але першою від природних причин. Вона була похована на кладовищі Голігуд у Бруклайні поруч з батьками.